# Озёрня (приток Ламы)
Озёрня или Озёрная — река в Московской области России.

## География
Протекает в восточном направлении по территории Лотошинского района. Вытекает из расположенного рядом с деревней Круглово озера Круглого на высоте 150,9 м над уровнем моря. Впадает в реку Ламу в 55 км от её устья по левому берегу. Длина — 10 км. На берегах реки расположены населённые пункты сельского поселения Ошейкинское — деревни Бренево, Плаксино и Ошейкино.

## Данные водного реестра
По данным государственного водного реестра России и геоинформационной системы водохозяйственного районирования территории РФ, подготовленной Федеральным агентством водных ресурсов:
- Бассейновый округ — Верхневолжский
- Речной бассейн — (Верхняя) Волга до Куйбышевского водохранилища (без бассейна Оки)
- Речной подбассейн — Волга до Рыбинского водохранилища
- Водохозяйственный участок — Волга от города Твери до Иваньковского гидроузла (Иваньковское водохранилище)